# Osceola (Iowa)
Pour les articles homonymes, voir Osceola.
La ville d’Osceola est le siège du comté de Clarke, dans l’État de l’Iowa, aux États-Unis. Elle comptait 4 659 habitants lors du recensement de 2000. En 2006, sa population a été estimée à 4 783 habitants.

## Histoire
La localité a été nommée en hommage à Osceola, chef indien séminole, dont le nom est la forme anglicisée d’Asiyahola.

## Galerie photographique

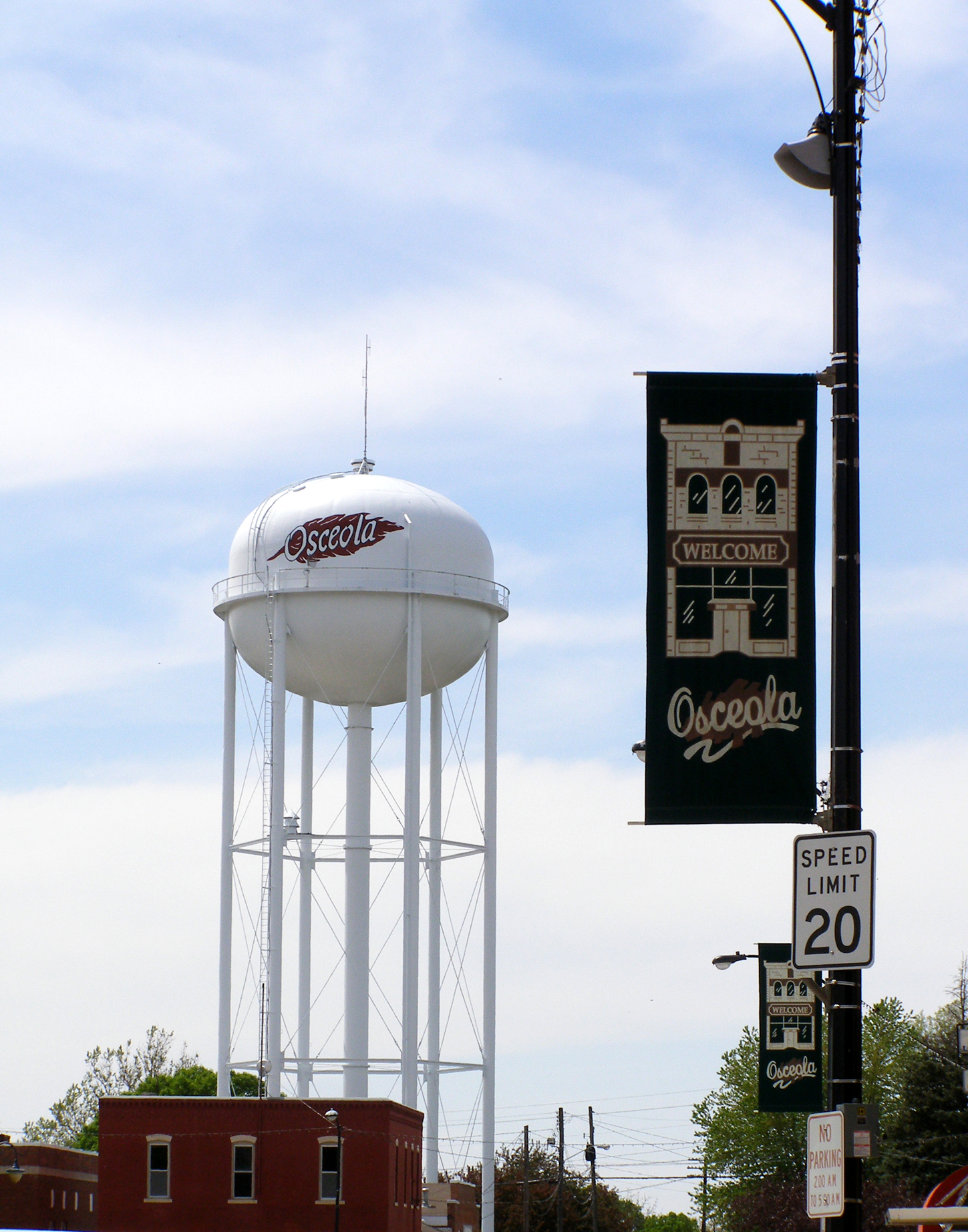
Le château d’eau d’Osceola.
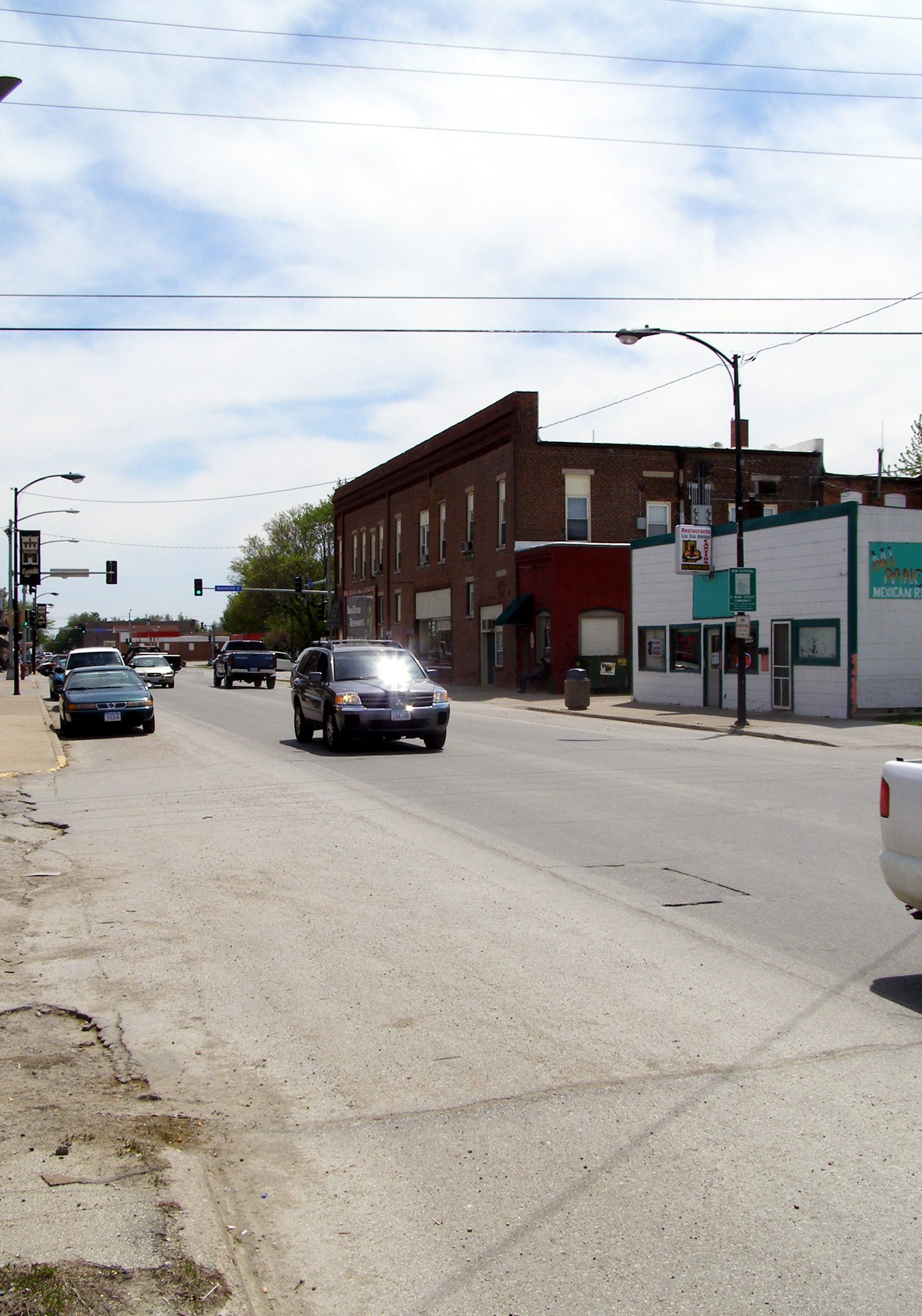
La rue centrale d’Osceola.
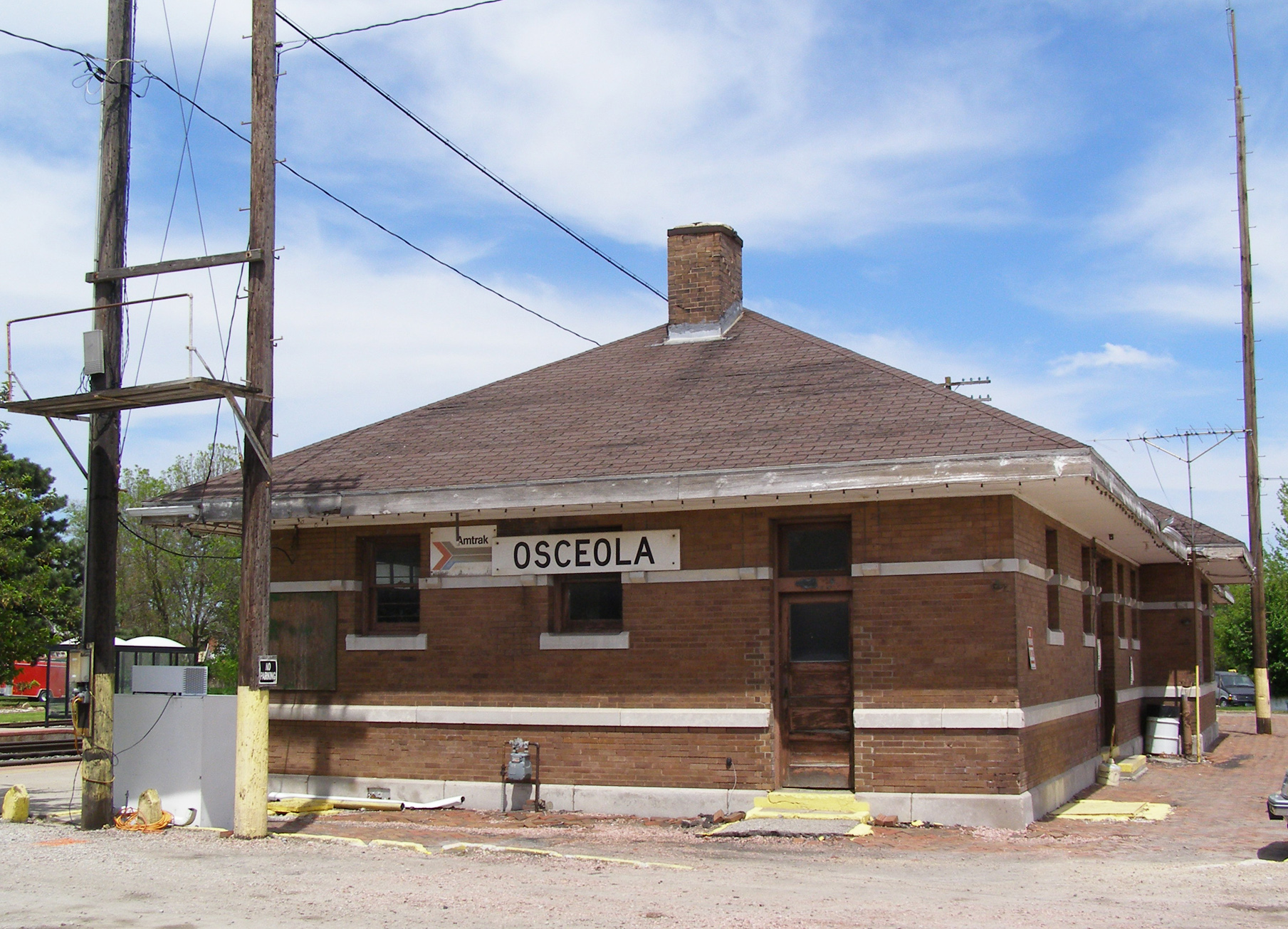
La gare.

## Source
- (en) Cet article est partiellement ou en totalité issu de l’article de Wikipédia en anglais intitulé « Osceola, Iowa » (voir la liste des auteurs).

1. ↑  (en) « Census of Population and Housing », Census.gov (consulté le 4 juin 2015)